# Regierung Cook

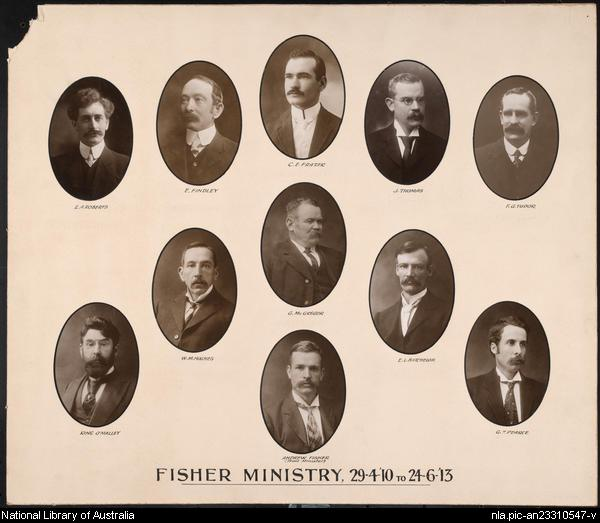
Regierung Fisher II:

Die Regierung Cook war die neunte Regierung von Australien. Sie amtierte vom 24. Juni 1913 bis zum 17. September 1914. Alle Mitglieder der Regierung gehörten der Commonwealth Liberal Party an.
Ihre Vorgängerregierung der Labor Party unter Premierminister Andrew Fisher unterlag bei der Parlamentswahl am 31. Mai 1913 knapp der Liberal Party. Die Liberalen wurden stärkste Partei, sie errangen 38 von 75 Sitzen im Repräsentantenhaus, einen mehr als Labor, wohingegen Labor im Senat weiter die Mehrheit stellte. Die Liberalen bildeten unter ihrem Vorsitzenden, Joseph Cook, am 24. Juni eine neue Regierung. Da aufgrund der knappen Mehrheit im Repräsentantenhaus und der fehlenden Mehrheit im Senat, die Durchsetzung größerer Gesetzesvorhaben nicht möglich war, provozierte Cook eine vorgezogenen Neuwahl beider Parlamentskammern. Bei der Parlamentswahl am 5. September 1914 gewann Labor mit 42 Sitzen im Repräsentantenhaus eine klare Mehrheit und baute seine Mehrheit im Senat auf 31 von 36 Sitzen aus. Es folgte erneut eine Labor-Regierung unter Fisher.

## Ministerliste
| Amt                                 | Minister        | Amtszeit                                 | Bild |
| ----------------------------------- | --------------- | ---------------------------------------- | ---- |
| Premierminister und Innenminister   | Joseph Cook     | 24. Juni 1913 bis zum 17. September 1914 |      |
| Schatzminister                      | John Forrest    | 24. Juni 1913 bis zum 17. September 1914 |      |
| Generalstaatsanwalt                 | William Irvine  | 24. Juni 1913 bis zum 17. September 1914 |      |
| Verteidigungsminister               | Edward Millen   | 24. Juni 1913 bis zum 17. September 1914 |      |
| Außenminister                       | Patrick Glynn   | 24. Juni 1913 bis zum 17. September 1914 |      |
| Minister für Handel und Zölle       | Littleton Groom | 24. Juni 1913 bis zum 17. September 1914 |      |
| Generalpostmeister                  | Agar Wynne      | 24. Juni 1913 bis zum 17. September 1914 |      |
| Vizepräsident des Executive Council | James McColl    | 24. Juni 1913 bis zum 17. September 1914 |      |
| Minister ohne Portfolio             | John Clemons    | 24. Juni 1913 bis zum 17. September 1914 |      |
| Minister ohne Portfolio             | Willie Kelly    | 24. Juni 1913 bis zum 17. September 1914 |      |